# Мариана Мантована
Мариа̀на Мантова̀на (на италиански: Mariana Mantovana, на местен диалект и официално до 1929 г.: Mariana, Мариана) е село и община в Северна Италия, провинция Мантуа, регион Ломбардия. Разположено е на 36 m надморска височина. Населението на общината е 721 души (към 2014 г.).